# Osborne Reynolds
Osborne Reynolds (Belfast, 23 agosto 1842 – Watchet, 21 febbraio 1912) è stato un fisico e ingegnere britannico.
Per i suoi fondamentali lavori di idraulica e di idrodinamica fu chiamato a occupare la prima cattedra di ingegneria dell'Owen College e fu nominato membro della Royal Society. Le sue ricerche sulla condensazione e sul trasferimento del calore fra solidi e liquidi portarono a importanti modifiche nelle caldaie e nei condensatori delle macchine a vapore. Gli studi sulle pompe rotative sono stati basilari per l'ulteriore sviluppo in questo campo.
Di fondamentale importanza furono i suoi studi sul moto dei fluidi reali, cioè non privi di viscosità. Reynolds distinse un moto laminare, in cui i singoli straterelli, nei quali si può immaginare suddiviso un liquido fluente in un condotto, si muovono parallelamente gli uni agli altri, e un moto vorticoso o turbolento. Il nome del fisico inglese rimane legato al cosiddetto numero di Reynolds: per ogni situazione sperimentale vi è un numero di Reynolds critico per il quale il fluido passa dal moto laminare al moto turbolento.